# Bernard Vrancken
Pour les articles homonymes, voir Vrancken.
Bernard Vrancken, né le 19 mai 1965 à Ixelles (région Bruxelles-Capitale) est un dessinateur de bande dessinée réaliste belge. Il est connu pour dessiner la série IR$ (sur un scénario de Stephen Desberg).

## Biographie
Bernard Vrancken naît le 19 mai 1965 à Ixelles,, une commune bruxelloise. Bernard Vrancken montre un talent précoce pour le dessin. À quinze ans, il est l'un des lauréats d'un concours organisé par l'Académie des beaux-arts. À 16 ans, il publie ses premières histoires historiques dans Tintin. Pendant ses études d'architecture à l'Institut Saint-Luc de Bruxelles, il est l'élève d'Eddy Paape à l'Académie de Saint-Gilles. En 1984, il dessine huit heures par jour des grognards du Premier Empire, il a pour projet de reconstituer les péripéties de son aïeul, officier de la Grande Armée. Puis, il commence une association de longue date avec Stephen Desberg peu de temps après.
Bernard Vrancken et Desberg réalisent sept courts récits pour la revue (À suivre), avant de se lancer dans la saga romantique Le Sang noir qui se situe aux Antilles à la fin du XIXe siècle pour Le Lombard, 4 albums (1996-1998), une intégrale reprenant les quatre opus paraît en 2007. Ils commencent ensuite leur œuvre la plus connue, le thriller politico-financier IR$ dans la collection « Troisième Vague » du Lombard en 1999. Pendant l'été 2002, le quotidien économique Les Échos publie en feuilleton un album de cette série, la rédaction écrit des articles en relation avec les planches, un album les réunit dans Larry B. Max se dévoile dans les Echos. Le même duo se lance dans une nouvelle série d'heroic fantasy H.Ell en 2013 qui est abandonnée après 2 albums (Le Lombard 2013-2015). En juin 2022, tout en publiant le 23e tome de sa série phare IR$, il publie un artbook Coquine Élégance chez 7Editions. En 2023, il retrouve Stephen Desberg pour le one shot Les Enfants du ciel publié aux éditions parisiennes Daniel Maghen,. 

## Publications

### One shots
- Les Enfants du ciel[48],[49], Daniel Maghen, Paris, 21 septembre 2023
Scénario : Stephen Desberg - Dessin : Bernard Vrancken - Couleurs : Colette Vercauter -  (ISBN 9782356741103)

## Expositions
- Autour des séries IR$ et Sang noir, Librairie Jaune, Wavre du 19 octobre au samedi 3 novembre 2007[50].
- Bernard Vrancken, Galerie Daniel Maghen, Paris du 20 au 30 juin 2012[51].
- Griffo et Vrancken, Galerie Daniel Maghen, Paris du 12 mars au 6 avril 2024[52],[53].

#### Livres
: document utilisé comme source pour la rédaction de cet article.
- Jean-Louis Lechat, Un demi-siècle d’aventures t. 2 : 1970 - 1996, Bruxelles, Le Lombard, 5 décembre 1996, 224 p., ill. ; 31 cm (ISBN 280361233X, OCLC 37995939, BNF 37539082, présentation en ligne), p. 113, 198. .
- Jacques Fiérain, « Vrancken, Bernard », dans La BD à Bruxelles et en Brabant, Charleroi, Éd. l'Âge d'or, avril 2003, 144 p., ill. ; 31 cm (ISBN 9782960119664 et 2960119665, OCLC 470388171, présentation en ligne), p. 139.
- Henri Filippini, « Vrancken Bernard », dans Dictionnaire de la bande dessinée, Paris, Bordas, 2005, 912 p., ill. ; 27 cm (ISBN 9782047299708 et 2047299705, OCLC 1009545288, présentation en ligne), p. 887. .
- Philippe Mellot, Michel Denni, Laurent Turpin et Isabelle Morzadec, Trésors de la bande dessinée : BDM 2025-2026 - Catalogue encyclopédique et Argus, Paris, Les Arènes, novembre 2024, 24e éd., 1839 p., ill. ; 23 cm (ISBN 979-10-37512-61-1, OCLC 1478218824, présentation en ligne), p. 493, 652, 717, 1249. .

#### Périodiques
- Bernard Vrancken (interviewé par Damien Perez), « Pin-up à gogo : Je baigne dedans - Entretien avec Bernard Vrancken », Casemate, no 37,‎ mai 2011 (ISSN 1964-504X).

#### Articles
- Bernard Vrancken (interviewé par Pierre Burssens), « Entretien avec Bernard Vrancken : « Je me suis vraiment fait plaisir en travaillant à ce premier tome » », Auracan,‎ 4 décembre 2013 (lire en ligne, consulté le 3 mai 2025).
- Bernard Vrancken (interviewé par Charles-Louis Detournay), « Bernard Vrancken se révèle dans "Les Enfants du Ciel" [PODCAST] », ActuaBD,‎ 30 septembre 2023 (lire en ligne, consulté le 16 septembre 2024).

### Vidéographie
- [vidéo] « Stephen Desberg et Bernard Vrancken en interview pour planetebd.com », sur YouTube, 19 novembre 2023